# Сан-Секондо-ди-Пинероло
Сан-Секондо-ди-Пинероло (итал. San Secondo di Pinerolo) — коммуна в Италии, располагается в регионе Пьемонт, в провинции Турин.
Население составляет 3403 человека (2008 г.), плотность населения составляет 284 чел./км². Занимает площадь 12 км². Почтовый индекс — 10060. Телефонный код — 0121.
Покровителем коммуны почитается святой Секунд, празднование в предпоследнее воскресенье августа.

## Демография
Динамика населения:

## Города-побратимы
- Карлос Пельегрини, Аргентина

## Администрация коммуны
- Официальный сайт: http://www.comune.sansecondodipinerolo.to.it/